# Ben Frost
 (avril 2021).
Ben Frost est un compositeur et ingénieur du son australien. Il est basé depuis 2005 à Reykjavik, en Islande. Il est surtout connu pour sa musique expérimentale influencée par le minimalisme, la noise et dans une moindre mesure par le post-punk et le black metal,.
Il fait partie d'un collectif islandais connu sous le nom de Bedroom Community, qu'il a fondé avec le producteur Valgeir Sigurðsson et Nico Muhly. Il se retrouve très souvent impliqué dans l'enregistrement des albums des autres artistes présents sur le label, que ce soit en tant qu'ingénieur du son ou en tant qu'exécutant.
Il a à ce jour sorti six albums : Steel Wound en 2003, School of Emotional Engineering en tant que membre du groupe du même nom en 2004, Theory of Machines en 2007, By The Throat en 2009, Solaris en collaboration avec Daníel Bjarnason en 2011 et enfin A U R O R A en 2014.
Il a collaboré avec plusieurs compagnies de danse contemporaine (Chunky Move et l'Icelandic Dance Company par exemple) ainsi qu'avec le chorégraphe britannique Wayne McGregor. En 2010, Il compose une bande sonore pour la pièce FAR de ce dernier.
Toujours en 2010, Brian Eno le choisit pour devenir son "protégé" pendant un an dans le cadre de la "Rolex Arts Initiative".
Ben Frost a co-composé avec Daníel Bjarnason Music for Solaris, inspiré par le roman de Stanislas Lem du même nom, mais aussi par le film de Tarkovski. Pour l'enregistrement, cette pièce a été jouée par Ben Frost, Daniel Bjarnason et l'orchestre polonais Sinfonietta Cracovia.
Par ailleurs, il compose aussi des musiques de films. On le retrouve ainsi crédité pour Sleeping Beauty, pour le film dramatique islandais The Deep (Survivre en VF) et dernièrement pour la série télévisée britannique Fortitude.
En 2012, il accompagne Richard Mosse, ainsi que Trevor Tweeten et John Holten, lors d'un voyage en République démocratique du Congo en ayant pour objectif de créer une bande son qui accompagnerait l’œuvre photographique de Mosse, The Enclave.
En 2013, il devient pour la première fois réalisateur en s'occupant de l'adaptation d'un roman de Iain Banks, The Wasp Factory, pour une pièce musicale.
Ces dernières années, il a beaucoup collaboré avec le compositeur de musique électronique Tim Hecker. Il a entre autres réalisé les prises de son sur les albums Ravedeath, 1972 et Virgins. Parmi ses autres réalisations en tant qu'ingénieur du son, on peut aussi noter le travail qu'il a effectué avec le joueur de saxophone basse Colin Stetson pour les albums New History Warfare Vol. 2 et Vol. 3.

## Albums
Discographie principale
| Date de sortie | Titre                           | Label                   |
| -------------- | ------------------------------- | ----------------------- |
| 2003           | Steel Wound                     | Room40                  |
| 2007           | Theory of Machines              | Bedroom Community       |
| 2009           | By the Throat                   | Bedroom Community       |
| 2011           | SÓLARIS (avec Daníel Bjarnason) | Bedroom Community       |
| 2014           | A U R O R A                     | Bedroom Community, Mute |
| 2017           | The Centre Cannot Hold          | Bedroom Community, Mute |

Bandes sons, EPs et autres
| Date de sortie | Titre                                                              | Label                                               |  |
| -------------- | ------------------------------------------------------------------ | --------------------------------------------------- |  |
| 2001           | Music for Sad Children                                             | Indépendant                                         |  |
| 2002           | Sans titre                                                         | Inventing Zero Records (sorti sous le nom de froST) |  |
| 2008           | The Journal Of Popular Noise Vol. 1 Issue 8 (EP avec Bora Yoon)    | Journal Of Popular Noise                            |  |
| 2010           | The Invisibles                                                     | Amnesty International (distribuée via Bandcamp)     |  |
| 2012           | The Enclave (EP)                                                   | Aperture Foundation                                 |  |
| 2013           | F A R                                                              | Bande son distribuée indépendamment via Bandcamp    |  |
| 2013           | Black Marrow                                                       | Bande son distribuée indépendamment via Bandcamp    |  |
| 2013           | Sleeping Beauty                                                    | Bande son distribuée indépendamment via Bandcamp    |  |
| 2013           | Everything Everywhere All The Time / The Whale Watching Tour (DVD) | Bedroom Community                                   |  |
| 2015           | V A R I A N T (EP)                                                 | Bedroom Community                                   |  |
| 2015           | Rainbow Six: Siege (Original Game Soundtrack) avec Paul Haslinger  | Ubisoft Music                                       |  |
| 2016           | The Wasp Factory (Bande son)                                       | Bedroom Community                                   |  |
| 2017           | Music from Fortitude (Bande son)                                   | Mute                                                |  |
| 2017           | Threshold of Faith (EP)                                            | Bedroom Community, Mute                             |  |
| 2017           | Super Dark Times (Bande son)                                       | The Orchard                                         |  |
| 2017           | Dark (Saison 1)                                                    |                                                     |  |
| 2018           | All That You Love Will Be Eviscerated                              | Mute                                                |  |
| 2019           | Dark (Saison 2)                                                    |                                                     |  |
| 2020           | Dark (Saison 3)                                                    |                                                     |  |
| 2022           | 1899 (Saison 1)                                                    |                                                     |  |